# Marco Apicella
Marco Apicella (născut la data de 7 octombrie 1965, în Bologna, Italia) a fost un pilot de curse care a evoluat în 6 sezoane ale competiției International Formula 3000 și în 5 ediții ale Cursei de 24 de ore de la Le Mans. În Campionatul Mondial de Formula 1 a evoluat în sezonul din 1993 în etapa desfășurată chiar în Italia.

## Cariera în Formula 1
| Sezon | Echipă                     | Puncte      | Loc clasament general |
| ----- | -------------------------- | ----------- | --------------------- |
| 1991  | Minardi Team / Modena Team | Pilot teste | -                     |
| 1993  | Sasol Jordan               | 0           | -                     |